# 남자는 싫어
남자는 싫어는 한국에서 제작된 안면희 감독의 1967년 영화이다. 김희갑 등이 주연으로 출연하였고 홍성칠 등이 제작에 참여하였다.

## 출연

### 주연
- 김희갑
- 백금녀
- 도금봉

## 제작진
- 원작자: 안만희
- 조명: 한덕우
- 미술: 홍명기